# إنمي نونا
إنمي نونا الكيشي وهو الملك الخامس عشر لسلالة كيش الأولى حكم في فترة 2900 ق م حسب قائمة الملوك السومريين، جاء بعد بالح وأتى بعده ميليم كيش.